# Canton de Saint-Mihiel
Le canton de Saint-Mihiel est une circonscription électorale française située dans le département de la Meuse et la région Grand Est.
Le canton est créé en 1790 sous la Révolution française. À la suite du redécoupage cantonal de 2014, les limites territoriales du canton sont remaniées. Le nombre de communes du canton passe de 20 à 34.

## Géographie
Ce canton est organisé autour du bureau centralisateur de Saint-Mihiel et fait partie intégralement de l'arrondissement de Commercy. Son altitude varie de 201 m (Jonville-en-Woëvre) à 416 m (Vigneulles-lès-Hattonchâtel) pour une altitude moyenne de 279 m. Sa superficie est de 540,23 km2.

## Histoire
Le canton de Saint-Mihiel fait partie du district de Saint-Mihiel, créée par le décret du 30 janvier 1790.
Après la suppression des districts en 1795, le canton intègre l'arrondissement de Commercy lors de la création de celui-ci le 27 vendémiaire an X (19 octobre 1801),
À la suite du redécoupage cantonal de 2014, les limites territoriales du canton sont remaniées. Le nombre de communes du canton passe de 20 à 34, avec l'ajout des 14 communes qui formaient l'ancien canton de Vigneulles-lès-Hattonchâtel.

## Représentation

### Conseillers d'arrondissement (de 1833 à 1940)
Le canton de Saint-Mihiel avait deux conseillers d'arrondissement.
| Période                                  | Période          | Identité                                  | Étiquette   | Qualité |
| ---------------------------------------- | ---------------- | ----------------------------------------- | ----------- | --- |
| 1833                                     | 1842             | M. Bompard                                |             | Substitut du Procureur du Roi à Saint-Mihiel                                                                |
| 1833                                     | 1848 (décès)     | Alexandre Nicolas Larzillière (1784-1848) |             | Avocat, avoué au Tribunal de Saint-Mihiel                                                                   |
| 1842                                     | 1860 (décès)     | Christophe Letixerant (1797-1860)         |             | Avocat, juge de paix à Saint-Mihiel                                                                         |
| 1848                                     | 1861             | Louis Eugène Faucher-Vautrin (1817-1870)  |             | Avocat à Saint-Mihiel                                                                                       |
| 1860                                     | 1867             | François Léonard Romain Rénel (1820-1879) |             | Avocat à Saint-Mihiel                                                                                       |
| 1861                                     | 1871             | M. Leblan                                 |             | Avocat, adjoint au maire de Saint-Mihiel                                                                    |
| 1867                                     | 1871             | M. Honoré                                 |             | Juge de paix à Saint-Mihiel                                                                                 |
| 1871                                     | 1880             | M. Damin                                  |             | Ancien notaire à Saint-Mihiel, Président du Conseil d'arrondissement                                        |
| 1871                                     | 1883             | M. Marchal                                |             | Propriétaire, adjoint au maire de Saint-Mihiel                                                              |
| 1880                                     | 1886             | Charles François Larzillière (1815-1887)  | Républicain | Avocat à Saint-Mihiel, Président du Conseil d'arrondisement                                                 |
| 1883                                     | 1886             | Joseph Thonin (1819-1893)                 |             | Agriculteur à Bislée                                                                                        |
| 1886                                     | 1887             | Alfred Vicq                               | Républicain | Avoué à Saint-Mihiel, maire de Saint-Mihiel (1884-1888)                                                     |
| 1886                                     | 1897 (démission) | Augustin Phasmann                         | Républicain | Représentant de commerce, Rentier Maire de Saint-Mihiel                                                     |
| 1897                                     | 1907             | Jean-René Toussaint                       |             | Propriétaire, maire de Woinville                                                                            |
| 1901                                     | 1913             | Albert Thiery                             |             | Docteur en médecine à Saint-Mihiel                                                                          |
| 1907                                     | 1931             | Alexandre Daubert                         |             | Agriculteur à Apremont-la-Forêt, Président du Conseil d'arrondisement                                       |
| 13 août 1910                             | 14 décembre 1919 | Louis-Édouard Taton-Vassal                | AD          | Avocat, avoué au Tribunal de Saint-Mihiel                                                                   |
|                                          |                  |                                           |             | |
| 1921                                     | 1940             | Léon Larzillière (1873-1945)              | Républicain | Avocat, premier adjoint au maire de Saint-Mihiel                                                            |
| 1931                                     | 1937             | Camil Albert Mourot                       | Républicain | Cultivateur, maire de Xivray-et-Marvoisin                                                                   |
| 1937                                     | 1940             | Émile-Gabriel Bousselin                   |             | Agriculteur à Bouconville                                                                                   |
| 1940                                     |                  |                                           |             | Les conseils d'arrondissement ont été suspendus par la loi du 12 octobre 1940 et n'ont jamais été réactivés |
| Les données manquantes sont à compléter. |                  |                                           |             | |

### Conseillers généraux de 1833 à 2015
| Période                                  | Période      | Identité                                              | Étiquette             | Qualité |
| ---------------------------------------- | ------------ | ----------------------------------------------------- | --------------------- | --- |
| Les données manquantes sont à compléter. |              |                                                       |                       | |
| 1833                                     | 1848         | Louis Marie Dominique Hast                            |                       | Avocat, substitut du procureur à Saint-Mihiel |
| 1848                                     | 1871         | Hippolyte Larzillière-Beudant (1806-1877)             |                       | Avoué Maire de Saint-Mihiel |
| 1871                                     | 1886         | Joseph-Nicolas Brion                                  | Républicain           | Avocat Maire de Saint-Mihiel |
| 1886                                     | 1887 (décès) | Charles Larzillière (frère d'Hippolyte L., 1815-1887) | Républicain           | Avocat à Saint-Mihiel puis juge de paix du canton de Vaucouleurs, conseiller d'arrondissement |
| 1887                                     | 1897 (décès) | Alfred Vicq                                           | Républicain           | Avoué à Saint-Mihiel Maire de Saint-Mihiel (1884-1888), conseiller d'arrondissement |
| 1897                                     | 1914 (décès) | Augustin Phasmann                                     | Républicain           | Représentant de commerce, Rentier Maire de Saint-Mihiel, conseiller d'arrondissement |
| 1914                                     | 1919         | Charles Louis Albert Auguste Daupleix                 |                       | Avoué à Saint-Mihiel |
| 1919                                     | 1934         | Louis-Édouard Taton-Vassal                            | AD-RG                 | Avocat et avoué Maire de Saint-Mihiel (1920-1925), conseiller d'arrondissement Député (1924-1932) |
| 1934                                     | 1940         | Albert Thiery (1868-1958)                             | RG                    | Médecin Ancien député (1913-1919) Maire de Saint-Mihiel (1914-1920, 1937-1944 et 1947-1953) Ancien conseiller général du Canton de Vigneulles-lès-Hattonchâtel Membre de la Commission administrative départementale (1941-1943) Nommé conseiller départemental en 1943 Président du Conseil départemental (1943-1945) |
|                                          |              |                                                       |                       | |
| 1945                                     | 1968 (décès) | Henry Vuillaume                                       | DVD puis RPF puis UDR | Médecin à Saint-Mihiel |
| 1969                                     | 1986 (décès) | Jacques Bailleux                                      | UDR puis RPR          | Expert géomètre Maire de Saint-Mihiel |
| 1986                                     | 2004         | Roger Dumez                                           | DVD                   | PDG de société à Saint-Mihiel Président du Conseil général de la Meuse (1998-2001) |
| 2004                                     | 2015         | Philippe Martin                                       | UMP puis DVD puis UDI | Médecin Maire de Saint-Mihiel (2009-2014) |

### Conseillers départementaux à partir de 2015
| Période élective | Période élective | Mandat     | Mandat       | Identité               | Nuance | Nuance | Qualité |
| ---------------- | ---------------- | ---------- | ------------ | ---------------------- | ------ | ------ | --- |
| 2015             | 2016             | 2015       | janvier 2016 | Marianne Prot          |        | FN     | Infirmière, Verdun |
| 2015             | 2016             | 2015       | janvier 2016 | Bruno Rota             |        | FN     | Militaire retraité, Eix |
| 2016             | 2021             | avril 2016 | 2021         | Sylvain Denoyelle      |        | MR     | Conseiller en gestion du patrimoine Président de la CC Côtes de Meuse - Woëvre Ancien Conseiller général du Canton de Vigneulles-lès-Hattonchâtel Maire de Nonsard-Lamarche (depuis 2001) |
| 2016             | 2021             | avril 2016 | 2021         | Marie-Christine Tonner |        | DVC    | Infirmière Maire-adjointe de Saint-Mihiel |
| 2021             | 2028             | 2021       | en cours     | Sylvain Denoyelle      |        | MR     | Conseiller sortant |
| 2021             | 2028             | 2021       | en cours     | Marie-Christine Tonner |        | DVC    | Conseillère sortante, 5ème Vice-Présidente (enfance, famille) |

### Résultats détaillés

#### Élections de mars 2015
À l'issue du 1er tour des élections départementales de 2015, trois binômes sont en ballottage : Marianne Prot et Bruno Rota (FN, 33,74 %), Sylvain Denoyelle et Marie-Christine Tonner (UDI, 28,84 %) et Sèverine François et Thibaut Villemin (PS, 23,76 %). Le taux de participation est de 56,64 % (4 865 votants sur 8 589 inscrits) contre 53,07 % au niveau départemental et 50,17 % au niveau national.
Au second tour, Marianne Prot et Bruno Rota (FN) sont élus avec 38,29 % des suffrages exprimés et un taux de participation de 59,17 % (1 873 voix pour 5 085 votants et 8 594 inscrits).
Le résultat de l'élection de 2015 a ensuite été annulé par le tribunal administratif de Nancy. Une élection partielle est organisée en avril 2016. À l'issue du second tour, le 24 avril 2016, Sylvain Denoyelle et Marie-Christine Tonner (UDI) sont élus avec 57,76 %  des suffrages exprimés et un taux de participation de 43,36 % (2 007 voix pour 3 732 votants et 8 607 inscrits).
Sylvain Denoyelle est membre du MRSL.

#### Élections de juin 2021
Le premier tour des élections départementales de 2021 est marqué par un très faible taux de participation (33,26 % au niveau national). Dans le canton de Saint-Mihiel, ce taux de participation est de 39,84 % (3 313 votants sur 8 315 inscrits) contre 34,51 % au niveau départemental. À l'issue de ce premier tour, deux binômes sont en ballottage : Sylvain Denoyelle et Marie-Christine Tonner (DVC, 56,54 %) et Cassandra Mailfait et Baptiste Reinness (RN, 28,73 %).
Le second tour des élections est marqué une nouvelle fois par une abstention massive équivalente au premier tour. Les taux de participation sont de 34,36 % au niveau national, 35,74 % dans le département et 41,58 % dans le canton de Saint-Mihiel. Sylvain Denoyelle et Marie-Christine Tonner (DVC) sont élus avec 68,36 % des suffrages exprimés (2 191 voix pour 3 457 votants et 8 315 inscrits),,.

## Composition

### Composition avant 2015

Situation du canton de Saint-Mihiel dans l'arrondissement de Commercy avant 2015.

Le canton de Saint-Mihiel regroupait 20 communes sur une superficie de 243,65 km2.
| Nom                      | Code Insee | Codepostal | Superficie (km2) | Population (dernière pop. légale) | Densité (hab./km2) |
| ------------------------ | ---------- | ---------- | ---------------- | --------------------------------- | ------------------ |
| Saint-Mihiel (chef-lieu) | 55463      | 55300      | 33,00            | 4 339 (2012)                      | 131                |
| Apremont-la-Forêt        | 55012      | 55300      | 32,89            | 393 (2012)                        | 12                 |
| Bislée                   | 55054      | 55300      | 4,96             | 60 (2012)                         | 12                 |
| Bouconville-sur-Madt     | 55062      | 55300      | 6,98             | 108 (2012)                        | 15                 |
| Broussey-Raulecourt      | 55085      | 55200      | 21,02            | 264 (2012)                        | 13                 |
| Chauvoncourt             | 55111      | 55300      | 10,04            | 467 (2012)                        | 47                 |
| Han-sur-Meuse            | 55229      | 55300      | 17,22            | 277 (2012)                        | 16                 |
| Lacroix-sur-Meuse        | 55268      | 55300      | 21,15            | 710 (2012)                        | 34                 |
| Lahayville               | 55270      | 55300      | 3,96             | 27 (2012)                         | 6,8                |
| Loupmont                 | 55303      | 55300      | 10,33            | 83 (2012)                         | 8                  |
| Maizey                   | 55312      | 55300      | 14,91            | 172 (2012)                        | 12                 |
| Montsec                  | 55353      | 55300      | 5,95             | 85 (2012)                         | 14                 |
| Les Paroches             | 55401      | 55300      | 10,24            | 403 (2012)                        | 39                 |
| Rambucourt               | 55412      | 55300      | 14,86            | 195 (2012)                        | 13                 |
| Ranzières                | 55415      | 55300      | 14,09            | 72 (2012)                         | 5,1                |
| Richecourt               | 55431      | 55300      | 6,23             | 63 (2012)                         | 10                 |
| Rouvrois-sur-Meuse       | 55444      | 55300      | 6,13             | 180 (2012)                        | 29                 |
| Troyon                   | 55521      | 55300      | 13,07            | 254 (2012)                        | 19                 |
| Varnéville               | 55528      | 55300      | 6,44             | 55 (2012)                         | 8,5                |
| Xivray-et-Marvoisin      | 55586      | 55300      | 14,45            | 88 (2012)                         | 6,1                |

### Composition à partir de 2015
Le canton de Saint-Mihiel regroupe désormais 34 communes sur une superficie de 540,23 km2.
| Nom                                  | Code Insee | Intercommunalité           | Superficie (km2) | Population (dernière pop. légale) | Densité (hab./km2) | Modifier                                    |
| ------------------------------------ | ---------- | -------------------------- | ---------------- | --------------------------------- | ------------------ | ------------------------------------------- |
| Saint-Mihiel (bureau centralisateur) | 55463      | CC du Sammiellois          | 33,00            | 3 848 (2022)                      | 117                | modifier les données · modifier les données |
| Apremont-la-Forêt                    | 55012      | CC Côtes de Meuse - Woëvre | 32,89            | 425 (2022)                        | 13                 | modifier les données · modifier les données |
| Beney-en-Woëvre                      | 55046      | CC Côtes de Meuse - Woëvre | 17,20            | 136 (2022)                        | 7,9                | modifier les données · modifier les données |
| Bislée                               | 55054      | CC du Sammiellois          | 4,96             | 62 (2022)                         | 13                 | modifier les données · modifier les données |
| Bouconville-sur-Madt                 | 55062      | CC Côtes de Meuse - Woëvre | 6,98             | 100 (2022)                        | 14                 | modifier les données · modifier les données |
| Broussey-Raulecourt                  | 55085      | CC Côtes de Meuse - Woëvre | 21,02            | 285 (2022)                        | 14                 | modifier les données · modifier les données |
| Buxières-sous-les-Côtes              | 55093      | CC Côtes de Meuse - Woëvre | 26,72            | 266 (2022)                        | 10,0               | modifier les données · modifier les données |
| Chaillon                             | 55096      | CC Côtes de Meuse - Woëvre | 11,54            | 110 (2022)                        | 9,5                | modifier les données · modifier les données |
| Chauvoncourt                         | 55111      | CC du Sammiellois          | 10,04            | 432 (2022)                        | 43                 | modifier les données · modifier les données |
| Dompierre-aux-Bois                   | 55160      | CC du Sammiellois          | 8,07             | 37 (2022)                         | 4,6                | modifier les données · modifier les données |
| Han-sur-Meuse                        | 55229      | CC du Sammiellois          | 17,22            | 269 (2022)                        | 16                 | modifier les données · modifier les données |
| Heudicourt-sous-les-Côtes            | 55245      | CC Côtes de Meuse - Woëvre | 13,56            | 169 (2022)                        | 12                 | modifier les données · modifier les données |
| Jonville-en-Woëvre                   | 55256      | CC Côtes de Meuse - Woëvre | 10,81            | 144 (2022)                        | 13                 | modifier les données · modifier les données |
| Lachaussée                           | 55267      | CC Côtes de Meuse - Woëvre | 27,19            | 280 (2022)                        | 10                 | modifier les données · modifier les données |
| Lacroix-sur-Meuse                    | 55268      | CC du Sammiellois          | 21,15            | 649 (2022)                        | 31                 | modifier les données · modifier les données |
| Lahayville                           | 55270      | CC Côtes de Meuse - Woëvre | 3,96             | 29 (2022)                         | 7,3                | modifier les données · modifier les données |
| Lamorville                           | 55274      | CC Côtes de Meuse - Woëvre | 34,93            | 276 (2022)                        | 7,9                | modifier les données · modifier les données |
| Loupmont                             | 55303      | CC Côtes de Meuse - Woëvre | 10,33            | 73 (2022)                         | 7,1                | modifier les données · modifier les données |
| Maizey                               | 55312      | CC du Sammiellois          | 14,91            | 159 (2022)                        | 11                 | modifier les données · modifier les données |
| Montsec                              | 55353      | CC Côtes de Meuse - Woëvre | 5,95             | 76 (2022)                         | 13                 | modifier les données · modifier les données |
| Nonsard-Lamarche                     | 55386      | CC Côtes de Meuse - Woëvre | 18,18            | 225 (2022)                        | 12                 | modifier les données · modifier les données |
| Les Paroches                         | 55401      | CC du Sammiellois          | 10,24            | 415 (2022)                        | 41                 | modifier les données · modifier les données |
| Rambucourt                           | 55412      | CC Côtes de Meuse - Woëvre | 14,86            | 191 (2022)                        | 13                 | modifier les données · modifier les données |
| Ranzières                            | 55415      | CC du Sammiellois          | 14,09            | 90 (2022)                         | 6,4                | modifier les données · modifier les données |
| Richecourt                           | 55431      | CC Côtes de Meuse - Woëvre | 6,23             | 56 (2022)                         | 9,0                | modifier les données · modifier les données |
| Rouvrois-sur-Meuse                   | 55444      | CC du Sammiellois          | 6,13             | 195 (2022)                        | 32                 | modifier les données · modifier les données |
| Saint-Maurice-sous-les-Côtes         | 55462      | CC Côtes de Meuse - Woëvre | 9,30             | 359 (2022)                        | 39                 | modifier les données · modifier les données |
| Seuzey                               | 55487      | CC du Sammiellois          | 4,61             | 85 (2022)                         | 18                 | modifier les données · modifier les données |
| Troyon                               | 55521      | CC du Sammiellois          | 13,07            | 231 (2022)                        | 18                 | modifier les données · modifier les données |
| Valbois                              | 55530      | CC Côtes de Meuse - Woëvre | 17,09            | 95 (2022)                         | 5,6                | modifier les données · modifier les données |
| Varnéville                           | 55528      | CC Côtes de Meuse - Woëvre | 6,44             | 49 (2022)                         | 7,6                | modifier les données · modifier les données |
| Vaux-lès-Palameix                    | 55540      | CC du Sammiellois          | 10,52            | 59 (2022)                         | 5,6                | modifier les données · modifier les données |
| Vigneulles-lès-Hattonchâtel          | 55551      | CC Côtes de Meuse - Woëvre | 62,59            | 1 581 (2022)                      | 25                 | modifier les données · modifier les données |
| Xivray-et-Marvoisin                  | 55586      | CC Côtes de Meuse - Woëvre | 14,45            | 116 (2022)                        | 8,0                | modifier les données · modifier les données |
| Canton de Saint-Mihiel               | 5513       |                            | 540,23           | 11 572 (2022)                     | 21                 | modifier les données                        |

## Démographie

### Démographie avant 2015
| 1962  | 1968  | 1975  | 1982  | 1990  | 1999  | 2006  | 2011  | 2012  |
| ----- | ----- | ----- | ----- | ----- | ----- | ----- | ----- | ----- |
| 9 082 | 8 829 | 9 024 | 8 920 | 8 926 | 8 793 | 8 673 | 8 432 | 8 295 |

### Démographie depuis 2015
En 2022, le canton comptait 11 572 habitants, en évolution de −3,77 % par rapport à 2016 (Meuse : −4,4 %, France hors Mayotte : +2,11 %).
| 2013   | 2018   | 2022   |
| ------ | ------ | ------ |
| 12 067 | 11 923 | 11 572 |